# Bruggenhoek
Bruggenhoek (Zwols: Bruggen-oeke) is een buurtschap in de gemeente Zwolle, in de Nederlandse provincie Overijssel. Het ligt ten noordoosten van de stad Zwolle dicht bij Brinkhoek.
Stad: Zwolle  
Dorp: Windesheim

Buurtschappen: Berkum · Brinkhoek · Bruggenhoek · Frankhuis · Haerst · Harculo · Herfte · Hoog Zuthem · Katerveer · Langenholte · De Lichtmis (deels) · Oldeneel · Schelle · Spoolde · Veldhoek · Westenholte · Wijthmen · Zalné

Voormalige gemeenten: Zwollerkerspel · Nieuwleusen (deels)

Overijssel · Steden en dorpen in Overijssel      Nederland · Provincies · Gemeenten